# اچ‌ای۰۱۰۷–۵۲۴۰

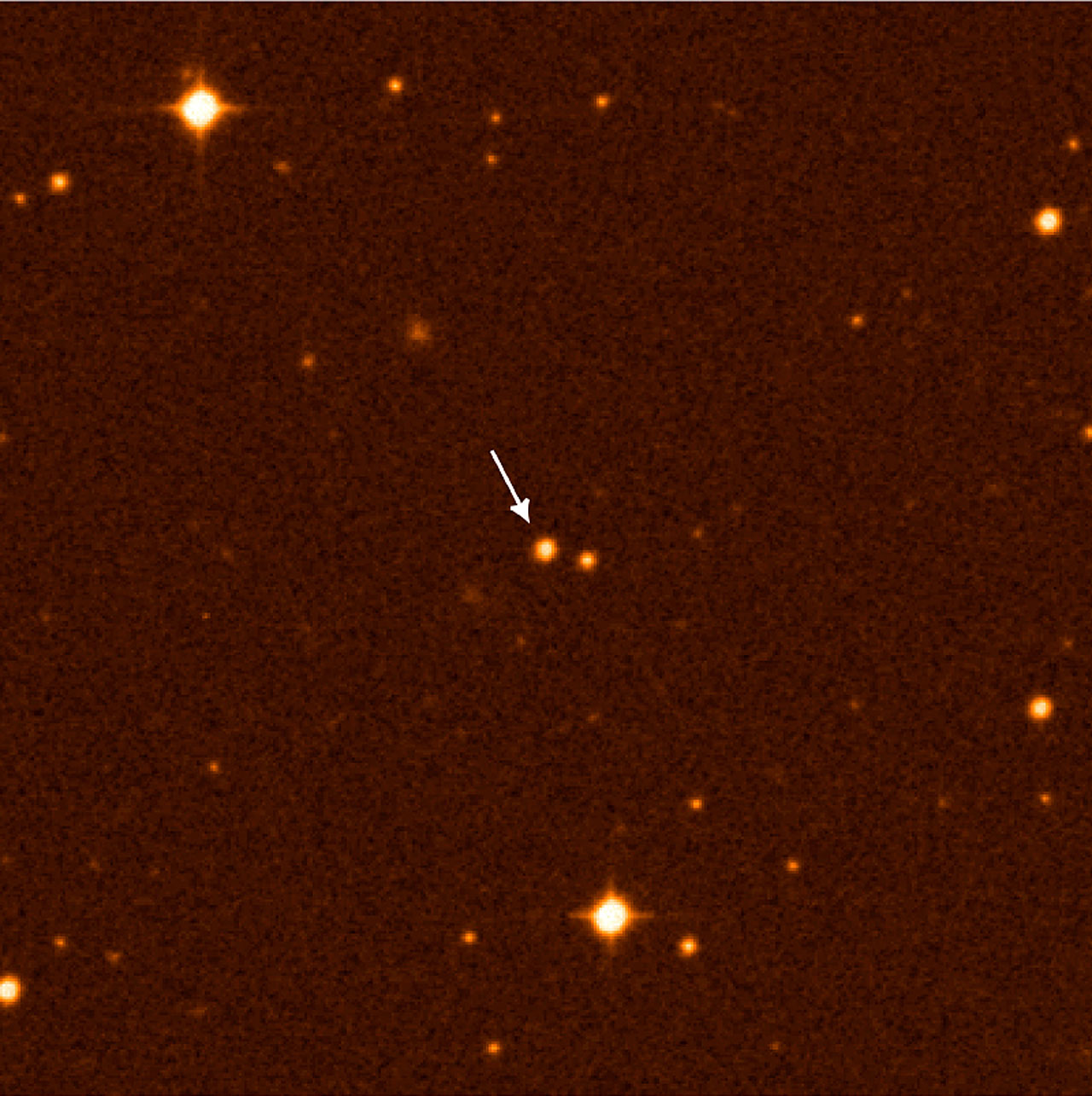
نمایی از ستارهٔ اج‌ای۰۱۰۷-۵۲۴۰ (مرکز تصویر) در منظومهٔ خورشیدی – ۲۰۰۲

اج‌ای۰۱۰۷-۵۲۴۰ یک ستاره است که در صورت فلکی سیمرغ قرار دارد.